# إيف دوراند (مؤرخ)
إيف دوراند (بالفرنسية: Yves Durand)‏ هو مؤرخ فرنسي، ولد في 14 أبريل 1932، وتوفي في 21 أبريل 2004.